# 101. légi szállítású hadosztály
A 101. légi szállítású hadosztály („Screaming Eagles”, Vijjogó Sasok) az Egyesült Államok hadseregének a második világháború alatt (1942. augusztus 15. – 1946. november 30.), 1948–1950 között és 1954 óta aktív hadosztálya.

## Története

### Második világháború
A hadosztályt 1942. augusztus 15-én hozták létre a louisianai Camp Claiborne-ban. Első parancsnoka William C. Lee tábornok mondta 1942. augusztus 19-én: 
A 101-eseknek nincs története, viszont randevút adnak a Végzetnek.
1943 júniusában a hadosztályhoz csatolták az 506. Ejtőernyős Gyalogezredet. Még ebben az évben a hadosztály áttelepült Angliába, ahol intenzív kiképzéseket folytattak. A katonák megtanultak éjszaka ugrani, közelharcot és városi harcot vívni. 1944 februárjában Lee tábornok szívinfarktust kapott, ezért visszautazott az Egyesült Államokba, helyét Maxwell D. Taylor vette át.
A hadosztály részt vett a normandiai partraszállásban és a Market Garden hadműveletben is. Az ardenneki csata alatt a hadosztály Bastogne városát és annak környékét védte. A 11 840 katona parancsnoka Anthony McAuliffe volt, aki a megadásra felszólító levélre a következő választ adta: Nuts. A várost sikeresen megvédték.
1945. augusztus 1-jén a hadosztályt visszavonták a franciaországi Auxerre-be, hogy felkészítsék a Japán elleni támadásra. Japán két héttel később kapitulálták, így a hadosztályt deaktiválták. A második világháború alatt 1766 katona vesztette életét a harcokban, míg 6388 megsebesült.

#### Egységek
- Hadosztály-főhadiszállás (Division Headquarters)
- 501. ejtőernyős gyalogezred (501st Parachute Infantry Regiment)
- 502. ejtőernyős gyalogezred (502nd Parachute Infantry Regiment)
- 506. ejtőernyős gyalogezred (506th Parachute Infantry Regiment)
- 327. vitorlázó gyalogezred (327th Glider Infantry Regiment)
- 401. vitorlázó gyalogezred (401st Glider Infantry Regiment)
- Hadosztály-tüzérség, törzs-ütegek (HHB, Division Artillery)
  - 321. vitorlázó tábori tüzér-zászlóalj (321st Glider Field Artillery Battalion)
  - 463. ejtőernyős tábori tüzér-zászlóalj (463d Parachute Field Artillery Battalion)
  - 907. vitorlázó tábori tüzér-zászlóalj (907th Glider Field Artillery Battalion)
  - 377. ejtőernyős tábori tüzér-zászlóalj (377th Parachute Field Artillery Battalion)
- 81. légi szállítású légvédelmi zászlóalj (81st Airborne Antiaircraft Battalion)
- 326. légi szállítású utász-zászlóalj (326th Airborne Engineer Battalion)
- 326. légi szállítású egészségügyi század (326th Airborne Medical Company)
- 101. ejtőernyős karbantartó-század (101st Parachute Maintenance Company)
- 101. jeladó század (101st Signal Company)
- 101. kémelhárító hadtest-különítmény (101st Counter Intelligence Corps Detachment)
- Különleges csoportok-főhadiszállás (Headquarters, Special Troops)
  - 801. légi szállítású ellátó-század (801st Airborne Ordnance Maintenance Company)
  - 426. légi szállítású hadbiztosító-század (426th Airborne Quartermaster Company)
  - Hadosztálytörzs-század (Headquarters Company, 101st Airborne Division)
  - Katonai rendészeti szakasz (Military Police Platoon)
  - Felderítő szakasz (Reconnaissance Platoon)
  - Hadosztály-zenekar (Band)

#### Sisakjelzések
A 101. hadosztály különlegessége a sisakjelzésekbe állt. A katonák kártyaszíneket (kőr, pikk, káró, treff) használtak. Ezzel jelezték, hogy melyik ezredebe tartoznak. Az egyetlen kivétel a 187. ezred volt, melyet később csatoltak a hadosztályhoz.
- Ezeket a jelzéseket először a második világháborúban használtak, de még ma is használatosak a hadosztálynál.
  - 327. vitorlázó gyalogezred: Treff (♣)
  - 501. ejtőernyős gyalogezred: Káró (♦)
  - 502. ejtőernyős gyalogezred: Kőr (♥)
  - 506. ejtőernyős gyalogezred: Pikk (♠)
  - 187. ejtőernyős gyalogezred: Torí ()

### Újra aktiválás
A 101. légi szállítású hadosztályt 1948-ban újra felállították, és kiképzőegységként működött egész 1950-ig. Majd 1954-ben a dél-karolinai Fort Jacksonban felállították a ma is működő egységet. 1956-ban átköltöztették a Kentucky-beli Fort Campbell bázisra. A hadosztályt öt harccsoportra bontották fel, szemben a második világháború alatt alkalmazott ezred-százados felosztással. Az átszervezés 1957 áprilisáig volt érvényben:
- 187. gyalogezred, 2. légi szállítású harccsoport (2nd Airborne Battle Group, 187th Infantry)
- 327. gyalogezred, 1. légi szállítású harccsoport (1st Airborne Battle Group, 327th Infantry)
- 501. gyalogezred, 1. légi szállítású harccsoport (1st Airborne Battle Group, 501st Infantry)
- 502. gyalogezred, 1. légi szállítású harccsoport (1st Airborne Battle Group, 502nd Infantry)
- 506. gyalogezred, 1. légi szállítású harccsoport (1st Airborne Battle Group, 506th Infantry)

A törzs-ütegek a következőképp szerveződtek:
- 319. (légi sz.) tüzérezred, D üteg (Battery D, 319th Artillery (Abn))
- 319. (légi sz.) tüzérezred, E üteg (Battery E, 319th Artillery (Abn))
- 321. (légi sz.) tüzérezred, A üteg (Battery A, 321st Artillery (Abn))
- 321. (légi sz.) tüzérezred, B üteg (Battery B, 321st Artillery (Abn))
- 321. (légi sz.) tüzérezred, C üteg (Battery C, 321st Artillery (Abn))
- 377. (légi sz.) tüzérezred, A üteg (Battery A, 377th Artillery (Abn))

### Polgári jogok
1957. szeptember és november között a 327. gyalogezred 1. légi szállítású harccsoportja az arkansas-i Little Rockba települt. Feladatuk a Little Rock-i krízis néven elhíresült esemény biztosítása volt.

### Vietnámi háború
A háború hét éve alatt a hadosztály 15 bevetésen vett részt. Ezek közül kiemelkedő a Hamburger Hill-i csata 1969-ben és a Ripcord tüzérségi támaszpontért folytatott harcok 1970-ben. Lam Son 719 hadművelet alatt a hadosztály volt az egyetlen repülőegység mely behatolt Laosz területére. A harcok alatt 4 011 fő hunyt el és 18 259 sérültek meg.

## A hadosztály érdemei
- Presidential Unit Citation (Elnöki Dicséret) Normandia (hadosztály és 1. dandár)
- Presidential Unit Citation (Elnöki Dicséret) Bastogne (hadosztály és 1. dandár)
- Presidential Unit Citation (Elnöki Dicséret) Dak To, Vietnám (csak az 1. dandár)
- Presidential Unit Citation (Elnöki Dicséret) Dong Ap Bia hegy (csak a 3. dandár)
- Valorous Unit Award (Hősies Egység) Thua Thien tartomány (csak a 3. dandár és a DIVARTY)
- Valorous Unit Award (Hősies Egység) Tuy Hoa (csak az 1. dandár)
- Meritorious Unit Commendation (Dicséretes Egység) Vietnám 1965–1966 (Csak 1. dandár)
- Meritorious Unit Commendation (Dicséretes Egység) Vietnám 1968 (csak a 3. dandár)
- Meritorious Unit Commendation (Dicséretes Egység) Délkelet-Ázsiáért (kivétel 159. légidandár)
- Francia Croix de guerre avec palmes (Francia Hadikereszt Pálmákkal), II. világháború Normandia (hadosztály és 1. dandár)
- Belga Croix de guerre 1940 avec palmes (Belga Hadikereszt 1940 Pálmákkal) Bastogne (hadosztály és 1. dandár);
- Megemlékeztek róla a Belga Hadsereg napján a bastogne-i harcokért (hadosztály és 1. dandár)
- Belgian Fourragere 1944 (hadosztály és 1. dandár)
- Megemlékeztek róla a Belga Hadsereg napján  a franciaországi és belgiumi harcokért (hadosztály és 1. dandár)
- Republic of Vietnam Cross of Gallantry with Palm (a Vietnámi Köztársaság Bátorság Keresztje Pálmákkal) Vietnám 1966–1967 (csak az 1. dandár)
- Republic of Vietnam Cross of Gallantry with Palm (a Vietnámi Köztársaság Bátorság Keresztje Pálmákkal) Vietnám 1968 (csak a 2. dandár)
- Republic of Vietnam Cross of Gallantry with Palm (a Vietnámi Köztársaság Bátorság Keresztje Pálmákkal) Vietnám 1968–1969 (kivétel 159. légidandár)
- Republic of Vietnam Cross of Gallantry with Palm (a Vietnámi Köztársaság Bátorság Keresztje Pálmákkal) Vietnám 1971 (kivétel 159. légidandár)
- Republic of Vietnam Civil Action Honor Medal, First Class (a Vietnámi Köztársaság 1. osztályú Becsület Rendje) Vietnám 1968–1970 (kivétel 159. légidandár)

Republic of Vietnam Civil Action Honor Medal, First Class (a Vietnámi Köztársaság 1. osztályú Becsület Rendje) Vietnám 1970 (csak a DIVARTY)

## Fordítás
- Ez a szócikk részben vagy egészben  a(z)   101st Airborne Division (United States) című angol Wikipédia-szócikk ezen változatának fordításán alapul.  Az eredeti cikk szerkesztőit annak laptörténete sorolja fel. Ez a jelzés csupán a megfogalmazás eredetét és a szerzői jogokat jelzi, nem szolgál a cikkben szereplő információk forrásmegjelöléseként.